# 原麻里子

原 麻里子（はら まりこ、1958年8月27日 - ）は、日本のキャスター、司会者、社会人類学者。元テレビ朝日アナウンサー。

## 来歴・人物
東京都出身。女子学院中学校・高等学校、慶應義塾大学文学部卒業後、1981年にテレビ朝日に入社。同局に在籍時には、「イブニング朝日」「おはようテレビ朝日」「ザ・テレビ演芸」など情報・バラエティ・報道番組などを担当。また時代劇では「遠山の金さん」に女優として出演していた。
1988年から、BBC（英国放送協会）ワールドサービス日本語部プロデューサー（およびアナウンサーやキャスターも担当）を担当し、ロンドンのBBCテレビセンターからNHK衛星第一放送特別番組の衛星生中継も担当。テレビ朝日報道局ディレクターも務め、英国・ケンブリッジ大学大学院考古人類学部社会人類学科留学、同論文修士号取得。帰国後の1999年より、「愛川欽也 パックインジャーナル」などテレビ番組でコメンテーターや司会、慶應義塾大学法学部で非常勤講師などを勤める。

## 担当番組

### 現在の担当番組
- 原麻里子のグローバルビレッジ （麹町ワールドスタジオ）[3]
- こちら葛飾集会所 （かつしかFM）

### 過去の担当番組
- ザ・テレビ演芸
- イブニング朝日
- おはようテレビ朝日
- みどりの窓口
- BBCワールドサービス日本語放送
- 愛川欽也 パックインジャーナル （朝日ニュースター）

## 著書
- 『公共放送BBCの研究』 （原麻里子・柴山哲也 編著、ミネルヴァ書房、2011年3月20日） ISBN 9784623055944

## 同期アナウンサー
- 小宮悦子
- 坪内純子
- 野崎由美子
- 廣瀬雅子
- 迫文代